# Promozione Piemonte-Valle d'Aosta 1954-1955
La Promozione fu il massimo campionato regionale di calcio disputato in Piemonte nella stagione 1954-1955.
A ciascun girone, che garantiva al suo vincitore la promozione in IV Serie a condizione di soddisfare le condizioni economiche richieste dai regolamenti, partecipavano sedici squadre, ed era prevista la retrocessione delle quattro peggio piazzate, anche se erano possibili aggiustamenti automatici per ripartire fra le appropriate sedi locali le squadre discendenti dalla IV Serie.
Questi sono i gironi organizzati dalla Lega Regionale Piemontese.

## Girone A

### Squadre partecipanti
| Club                     | Città (provincia)     | Stagione precedente |
| ------------------------ | --------------------- | ------------------- |
| A.C. Borgomanero         | Borgomanero (NO)      |                     |
| C.R.A.L. Cartiera Burgo  | Romagnano Sesia (NO)  |                     |
| U.S. Coggiola            | Coggiola (VC)         |                     |
| A.S. Cossatese           | Cossato (VC)          |                     |
| S.S. Ghemmese            | Ghemme (NO)           |                     |
| U.S. Gravellona          | Gravellona Toce (NO)  |                     |
| U.S. Grignasco           | Grignasco (NO)        |                     |
| A.S. Juventus Domo       | Domodossola (NO)      |                     |
| S.S. Libertas            | Pallanza (NO)         |                     |
| A.S. Omegna              | Omegna (NO)           |                     |
| S.S. Quaronese           | Quarona (VC)          |                     |
| G.S. Rumianca            | Pieve Vergonte (NO)   |                     |
| A.S. Sunese              | Suno (NO)             |                     |
| U.S. Trinese             | Trino Vercellese (VC) |                     |
| A.S. Virtus Villadossola | Villadossola (NO)     |                     |
| G.S. Wild & C.           | Novara                |                     |

### Classifica finale
|  | Pos. | Squadra             | Pt | G  | V  | N  | P  | GF | GS | DR  |
|  | ---- | ------------------- | -- | -- | -- | -- | -- | -- | -- | --- |
|  | 1.   | Juventus Domo       | 45 | 30 | 19 | 7  | 4  | 77 | 34 | +43 |
|  | 2.   | Cossatese           | 41 | 30 | 17 | 7  | 6  | 66 | 40 | +26 |
|  | 3.   | Grignasco           | 40 | 30 | 16 | 8  | 6  | 52 | 33 | +19 |
|  | 4.   | Wild & C.           | 39 | 30 | 16 | 7  | 7  | 65 | 35 | +30 |
|  | 5.   | Coggiola            | 37 | 30 | 16 | 5  | 9  | 66 | 45 | +21 |
|  | 5.   | Trinese             | 37 | 30 | 15 | 7  | 8  | 60 | 40 | +20 |
|  | 7.   | Borgomanero         | 36 | 30 | 16 | 4  | 10 | 67 | 39 | +28 |
|  | 8.   | Omegna              | 34 | 30 | 12 | 10 | 8  | 46 | 37 | +9  |
|  | 9.   | Quaronese           | 33 | 30 | 14 | 5  | 1  | 69 | 64 | +5  |
|  | 10.  | Virtus Villadossola | 28 | 30 | 11 | 6  | 13 | 42 | 46 | -4  |
|  | 11.  | Sunese              | 23 | 30 | 9  | 5  | 16 | 35 | 55 | -20 |
|  | 12.  | Libertas            | 22 | 30 | 8  | 6  | 16 | 45 | 70 | -25 |
|  | 13.  | Ghemmese            | 22 | 30 | 9  | 4  | 17 | 41 | 65 | -9  |
|  | 14.  | Cartiera Burgo      | 21 | 30 | 8  | 5  | 17 | 38 | 62 | -24 |
|  | 15.  | Rumianca            | 12 | 30 | 3  | 6  | 21 | 40 | 87 | -47 |
|  | 16.  | Gravellona          | 10 | 30 | 1  | 8  | 21 | 24 | 81 | -57 |

Legenda:
      Ammesso alle finali per il titolo.
      Retrocesso in Prima Divisione Regionale.
Regolamento:
Due punti a vittoria, uno a pareggio, zero a sconfitta.
Pari merito in caso di pari punti.
Note:
La Quaronese ha rinunciato a disputare il campionato successivo.

### Spareggio salvezza
|          | Risultato |          | Luogo e data      |
| -------- | --------- | -------- | ----------------- |
| Ghemmese | ? - ?     | Libertas | ?, 29 maggio 1955 |
|          |           |          |                   |

## Girone B

### Squadre partecipanti
| Club                  | Città (provincia)     | Stagione precedente |
| --------------------- | --------------------- | ------------------- |
| U.S. Acqui            | Acqui Terme (AL)      |                     |
| U.S. Albese           | Alba (CN)             |                     |
| A.C Asti              | Asti                  |                     |
| A.S. Canelli          | Canelli (AT)          |                     |
| U.S. Carmagnolese     | Carmagnola (TO)       |                     |
| U.S. Ciriè            | Cirié (TO)            |                     |
| U.S. Sobrero Gassino  | Gassino Torinese (TO) |                     |
| U.S. Lanzese          | Lanzo Torinese (TO)   |                     |
| F.C. Pinerolo         | Pinerolo (TO)         |                     |
| U.S. Popolo           | Casale Popolo (AL)    |                     |
| U.S. R.I.V.           | Villar Perosa (TO)    |                     |
| U.S. Rivoli           | Rivoli (TO)           |                     |
| U.S. Saviglianese     | Savigliano (CN)       |                     |
| G.S. S.N.I.A. Viscosa | Venaria Reale (TO)    |                     |
| U.S. Val Pellice      | Torre Pellice (TO)    |                     |
| G.S. Virtus Bra       | Bra (CN)              |                     |

### Classifica finale
|  | Pos. | Squadra         | Pt | G  | V  | N  | P  | GF | GS | DR |
|  | ---- | --------------- | -- | -- | -- | -- | -- | -- | -- | -- |
|  | 1.   | Asti            | 47 | 30 | .. | .. | .. | .. | .. | .. |
|  | 2.   | Acqui           | 41 | 30 | .. | .. | .. | .. | .. | .. |
|  | 3.   | Lanzese         | 38 | 30 | .. | .. | .. | .. | .. | .. |
|  | 4.   | Pinerolo        | 36 | 30 | .. | .. | .. | .. | .. | .. |
|  | 5.   | Sobrero Gassino | 35 | 30 | .. | .. | .. | .. | .. | .. |
|  | 6.   | R.I.V.          | 34 | 30 | .. | .. | .. | .. | .. | .. |
|  | 7.   | Saviglianese    | 33 | 30 | .. | .. | .. | .. | .. | .. |
|  | 8.   | SNIA Viscosa    | 29 | 30 | .. | .. | .. | .. | .. | .. |
|  | 8.   | Virtus Bra      | 29 | 30 | .. | .. | .. | .. | .. | .. |
|  | 10.  | Ciriè           | 28 | 30 | .. | .. | .. | .. | .. | .. |
|  | 10.  | Popolo          | 28 | 30 | .. | .. | .. | .. | .. | .. |
|  | 12.  | Canelli         | 25 | 30 | .. | .. | .. | .. | .. | .. |
|  | 13.  | Carmagnolese    | 24 | 30 | .. | .. | .. | .. | .. | .. |
|  | 14.  | Rivoli          | 23 | 30 | .. | .. | .. | .. | .. | .. |
|  | 15.  | Val Pellice     | 16 | 30 | .. | .. | .. | .. | .. | .. |
|  | 16.  | Albese          | 14 | 30 | .. | .. | .. | .. | .. | .. |

Legenda:
      Ammesso alle finali per il titolo.
  Retrocesso e in seguito riammesso.
      Retrocesso in Prima Divisione Regionale.
Regolamento:
Due punti a vittoria, uno a pareggio, zero a sconfitta.
Pari merito in caso di pari punti.
Note:
La Carmagnolese è stata in seguito riammessa.

## Finali per il titolo
|               | Risultati      |               | Luogo e data                |
| ------------- | -------------- | ------------- | --------------------------- |
| Asti          | 1 - 0          | Juventus Domo | Asti, 2 giugno 1955         |
| Juventus Domo | 2 - 0          | Asti          | Domodossola, 12 giugno 1955 |
| Asti          | 1 - 1 (d.t.s.) | Juventus Domo | Vercelli, 19 giugno 1955    |
| Juventus Domo | 5 - 4          | Asti          | Borgomanero, 26 giugno 1955 |
|               |                |               |                             |

- La Juventus Domo è campione piemontese di Promozione.